# USS Baton Rouge (SSN-689)
Pour les articles homonymes, voir Bâton Rouge (homonymie).
Le USS Baton Rouge (SSN-689) était un sous-marin nucléaire d'attaque américain de classe Los Angeles nommé d'après Bâton-Rouge en Louisiane.

## Histoire du service
Construit au Chantier naval Northrop Grumman de Newport News, il a été commissionné le 25 juin 1977 et a été retiré du service le 13 janvier 1995 à cause de sérieux dégâts subis à la coque compromettant sa résistance à la pression après être entré en collision avec le K-276 Kostroma de la Marine russe en 1992, peu de temps après la fin de la guerre froide, l'United States Navy ne souhaitant pas réparer la coque, étant donné le coût prévu. Il devient ainsi le premier sous-marin de la classe Los Angeles à être retiré du service et à être effacé du Naval Vessel Register, tandis que ses sister-ships ont servi 25 ans ou plus.